# Agence télégraphique ITA
LAgence télégraphique ITA ("International Telegraph Agency" en anglais) est une agence de presse russe fondée en 1872 par le journaliste Andrey Krayevsky, qui a succédé à l'Agence télégraphique RTA, créée en 1866, par le marchand-banquier banquier K.V. Trubnikov

## Histoire
L'Agence télégraphique RTA n'avait pas tenu ses promesses de collecte des informations sur le marché russe, malgré le succès du télégraphe dans le pays dans les années 1860, déployé de la capitale jusqu'à Vladivostok en 1871. En 1870, l'accord de partage des nouvelles en Europe et dans le monde entre Havas, Reuters et l'Agence Continentale allemande, accorde le territoire russe à celle-ci, qui se plie à la censure du Tsar. De plus, les journaux russes de déclarent insatisfaits de la fiabilité des informations reçues avant cet accord. Dès la Guerre de Sécession américaine, Andrey Krayevsky et son journal Golos avait recruté un correspondant américain et dénoncé le fait que parfois un même événement pouvait donner lieu à deux interprétations radicalement différentes. 
En 1872, Andrey Krayevsky créé l'International Telegraph Agency à Saint-Petersbourg, ville dont il est une des références sur le plan journalistique. Cette Agence lui permet d'élargir le réseau de correspondants internationaux qu'il a déjà mis sur pied pour Golos.
En 1876, Havas envoie à Saint-Pétersbourg Elie Mercadier, pour négocier avec M. de Pogenpohl, directeur de l'Agence Générale ITA, qui a alors un statut "officiell" mais dont le service est jugé "mauvais", du côté français. L'enjeu nouveau est la couverture de la guerre de 1876 entre les empires austro-hongrois, russes, et ottomans, que Sigismund Englander est parti couvrir pour Reuters, de Constantinople. Havas s'adresse alors aussi à Reuters pour "coordonner" les "efforts afin d'obtenir, tant du côté turc que du côté russe, un service supérieur à celui que les journaux vont tenter d'avoir". Reuters décline l'offre et Havas installe à Bucarest un correspondant qui est présenté au général commandant l'armée russe. Mercadier installe dans la capitale russe un traducteur, pour transmettre à Paris des revues de presse, puis le Grand-Duc accorde à Havas l'usage des fils militaires russes, peu avant que l'armée russe ne traverse le Danube, le 27 juin. Havas indique alors à son envoyé spécial en Roumanie un message disant « M. de Pogenpohl fera certainement le service à un point de vue tout à fait russe. Vous devez vous préoccuper, de votre côté, du point de vue roumain".
Une dizaine d'années après sa création, l'Agence ITA  a été évincée par le gouvernement russe. Le Tsar ne lui renouvelle pas la concession d'accès au réseau télégraphique à la fin de l'année 1882. La concession est alors accordée à une autre agence, la "Northern Telegraph Agency", qui a pris la forme d'un regroupement de journaux. Cette dernière a procuré aux journaux russes un service de nouvelles de 1882 à 1894.